# Risikogruppe
Als Risikogruppe oder Risikopatienten werden im medizinischen Kontext Personen bezeichnet, die aufgrund bestimmter intrinsischer oder extrinsischer Faktoren oder aufgrund bestimmter Verhaltensweisen ein im Vergleich zur Gesamtbevölkerung erhöhtes Risiko haben, bestimmte Krankheiten zu bekommen oder mit medizinischen Komplikationen konfrontiert zu sein. Die Faktoren und Verhaltensweisen umfassen zum Beispiel genetische Dispositionen, erworbene Immundefizite, Stress, Übergewicht, Drogenkonsum oder auch Stoffwechselerkrankungen. Laut Weltgesundheitsorganisation (WHO) gehören Infektionskrankheiten, chronische Erkrankungen des Herz-Kreislauf-Systems, Krebserkrankungen und chronische Lungenerkrankungen weltweit zu den häufigsten Krankheiten. Im Folgenden werden die Risikogruppen für diese Krankheitsbilder charakterisiert.

## Risikogruppen für Infektionskrankheiten
Infektionskrankheiten werden von Erregern wie Viren, Bakterien, Pilzen oder Parasiten verursacht und können prinzipiell jeden Menschen treffen. Die meisten Todesfälle weltweit verursachen hierbei Pneumonien, Durchfallerkrankungen, AIDS, Tuberkulose und Malaria.
Personen mit Autoimmunkrankheiten, chronisch-entzündlichen Erkrankungen sowie Patienten unter immunmodulatorischer Therapie haben ein erhöhtes Infektionsrisiko, da die Funktion des Immunsystems bei diesen Personen meist eingeschränkt ist. Zu diesen Risikogruppen gehören Menschen mit einem angeborenen oder erworbenen Immundefekt, beispielsweise mit einer HIV-Infektion, sowie Patienten mit bestimmten Vorerkrankungen wie Rheuma. Immunsuppressive Therapien werden beispielsweise bei chronisch-entzündlichen Darmerkrankungen, nach einer Organtransplantation oder im Zuge einer Krebsbehandlung angewendet.
Eine besondere Gefahr für Menschen mit Immunschwäche sind sogenannte opportunistische Erreger. Hierzu gehören z. B. Herpesviren und Pilze wie Pneumocystis jirovecii oder Aspergillus spp. Gegen zahlreiche Erreger ist jedoch eine Schutzimpfung möglich, beispielsweise gegen Pneumokokken und Meningokokken der Serogruppen A, C, W, Y und B.
Impfen bei Immundefizienz:
Die Ständige Impfkommission (STIKO) am Robert Koch-Institut empfiehlt aufgrund des erhöhten Infektionsrisikos explizit das Impfen von immungeschwächten Personen. Der Impfschutz sollte möglichst weitreichend sein. Empfohlen wird, den Impfstatus bei den Betroffenen sowie deren Umfeld zu kontrollieren, Lücken zu identifizieren und unter Beachtung bestimmter Sicherheits- und Effektivitätsabstände zu schließen.
Es ist jedoch bekannt, dass die Impfquote innerhalb der vulnerablen Gruppe der Immundefizienten gering ist. So lag die Impfquote bei Menschen mit bestimmten Grunderkrankungen, die eine Indikation für eine Pneumokokkenimpfung darstellen, im Jahr 2020 deutschlandweit nur bei ca. 19 %.
Gründe für die geringe Impfquote sind vermutlich mangelnde Aufklärung, aber auch Unsicherheit aufseiten der impfenden Ärzteschaft, beispielsweise durch fehlende Erfahrung mit spezifischen Immundefekten, fehlenden Zugang zu immunologischen Spezialambulanzen, oder Ängste, dass Impfungen die Grunderkrankung verstärken könnten.
Allerdings ist für keinen derzeit in Deutschland zugelassenen Tot- oder Lebendimpfstoff ein ursächlicher Zusammenhang zwischen dem Impfen und beispielsweise einer neu aufgetretenen Autoimmunkrankheit oder chronisch-entzündlichen Erkrankung oder einem Schub bei bereits bestehender Erkrankung belegt. Im Gegenteil ist bekannt, dass impfpräventable Infektionen bei ungeimpften Patienten mit Autoimmunkrankheiten oder chronisch-entzündlichen Erkrankungen die Morbidität und Mortalität erhöhen und dass Impfungen das Risiko für infektionsgetriggerte Krankheitsschübe verringern können.
Gemeinsam mit verschiedenen medizinischen Fachgesellschaften hat die STIKO daher Anwendungshinweise für das Impfen bei Immundefizienz entwickelt. Impfungen mit Totimpfstoffen gelten hierbei allgemein als sicher für Menschen mit Immunschwäche. Zu den empfohlenen Indikationsimpfungen gehören u. a. Impfstoffe gegen Hepatitis B, Influenza, Meningokokken der Serogruppen A, B, C, W, Y sowie Pneumokokken. Lebendimpfstoffe sollten bei immundefizienten Patienten dagegen stets individuell bezüglich ihres Nutzen-Risiko-Verhältnisses geprüft werden. Sie unterliegen der ärztlichen Einzelfallentscheidung.

## Risikogruppen für Herz-Kreislauf-Erkrankungen
→ Hauptartikel: Risikofaktoren für Herz-Kreislauf-Erkrankungen
Herz-Kreislauf-Erkrankungen stellen weltweit die führende Todesursache dar. In Deutschland sind etwa 40 Prozent aller Todesfälle auf sie zurückzuführen. Vor allem koronare Herzkrankheit und akute Ereignisse wie Herzinfarkt und Schlaganfall verursachen hohe Kosten für das Gesundheitssystem. Zur Risikogruppe für Herz-Kreislauf-Erkrankungen gehören Menschen mit Bluthochdruck, Diabetes mellitus, Fettstoffwechselstörungen und Adipositas sowie Raucher und Personen, die wenig körperliche Aktivität ausüben und einen ungesunden Lebensstil pflegen.
Das Risiko für Herz-Kreislauf-Erkrankungen gilt als stark beeinflussbar. Es bietet daher ein hohes Präventionspotential. Laut dem Deutschen Zentrum für Herz-Kreislauf-Forschung e. V. sind die vier wichtigsten Präventionsmaßnahmen:
- Nicht rauchen
- Sich gesund ernähren: ein hoher Anteil an Vollkornprodukten, Gemüse und Obst sowie mehr pflanzlicher statt tierischer Fette und ein verringerter Fleischkonsum
- Sich ausreichend bewegen: tägliche Spaziergänge mit sieben- bis achtminütigem zügigen Gehen verringern das Risiko bereits um 20 Prozent
- Stress reduzieren: Zeit- und Leistungsdruck wirken sich auf den Körper aus – insbesondere bei dauerhafter Belastung schadet das der Herzgesundheit

## Risikogruppen für Krebserkrankungen
Krebs hat eine Vielzahl an Ausprägungen – das unkontrollierte Wachstum und die Ausbreitung abnormer Zellen kann nahezu in jedem Organ und Gewebe des Körpers auftreten. Die Eingrenzung einer Risikogruppe ist dementsprechend komplex. Genetische Dispositionen, Umwelteinflüsse und Gewohnheiten werden als multifaktorielle Ursachen für Krebs diskutiert. Die Deutsche Krebshilfe gibt u. a. die folgenden Personengruppen als Risikogruppen für bestimmte Krebserkrankungen an:
- Bei Rauchern ist das Risiko für Magen-, Rachen-, Kehlkopf-, Mund-, Kiefer-, Nierenbecken-, Blasen-, Gebärmutter- und insbesondere Lungenkrebs erhöht. 9 von 10 Menschen mit Lungenkrebs sind Raucher.
- Menschen, die regelmäßig Alkohol konsumieren, haben ein erhöhtes Risiko für Rachen-, Kehlkopf-, Magen- und Leberkrebs.
- Menschen, die sich vermehrt UV-Licht aussetzen, haben ein erhöhtes Hautkrebsrisiko.
- Fettreiche und ballaststoffarme Ernährung kann Magen- oder Darmkrebs fördern; ein hoher Fettverzehr steht auch im Zusammenhang mit Brustkrebs.
- Übergewichtige Frauen sind mit einem erhöhten Risiko für Gebärmutterkrebs konfrontiert.
- Eine genetische Veranlagung ist für bestimmte Krebsarten bekannt, z. B. für Brust-, Hoden-, Nieren- und Schilddrüsenkrebs

Prinzipiell steigt das Risiko für eine Krebserkrankung mit zunehmendem Lebensalter. Kinder bekommen relativ selten Krebs, ältere Menschen sind deutlich häufiger betroffen. In Deutschland lag das mittlere Erkrankungsalter im Jahr 2016 für Männer bei 70 Jahren, für Frauen bei 69 Jahren.

## Risikogruppen für chronische Lungenerkrankungen
Zu den chronischen Lungenerkrankungen gehören Asthma bronchiale und die Chronisch Obstruktive Lungenerkrankung (COPD). Beide Krankheiten sind nicht heilbar. Laut der Weltgesundheitsorganisation (WHO) ist COPD die dritthäufigste Todesursache weltweit. Die Prävalenz nimmt zu. Für Deutschland wird bis zum Jahr 2030 mit einem Anstieg auf 7,9 Millionen Erkrankte gerechnet.
Als Hauptursache für COPD gilt das Rauchen. Weitere Risikofaktoren sind Asthma und häufige Atemwegsinfektionen in der Kindheit oder genetische Erkrankungen wie Alpha-1-Antitrypsin-Mangel. Aber auch Menschen, die beruflich Chemikalien und Staub ausgesetzt sind, haben ein erhöhtes Risiko. In Deutschland gehört COPD zu den bedeutendsten Berufskrankheiten.